# Arturo Osornio Sánchez
Arturo Osornio Sánchez (20 de febrero de 1953, Aculco, Estado de México) es un político mexicano afiliado al Partido Revolucionario Institucional.

## Trayectoria Legislativa
Fue diputado local en el Congreso del Estado de México por el XIII Distrito Electoral Local del Estado de México, siendo el presidente de la Gran Comisión.
También fue diputado federal en el Congreso de la Unión de México en la LIX Legislatura del Congreso de la Unión de México por el Distrito electoral federal 1 del estado de México.